# Der Tote im Bunker
Der Tote im Bunker. Bericht über meinen Vater ist ein Buch von Martin Pollack aus dem Jahr 2004, es wird der Gattung Holocaustliteratur zugerechnet.

## Autor
Martin Pollack wurde am 23. Mai 1944 in Bad Hall geboren. Er studierte unter anderem an der Universität Wien und an der Universität Warschau osteuropäische Geschichte und Slawistik.  Pollack war als Journalist, Schriftsteller und literarischer Übersetzer tätig. Am 17. Januar 2025 verstarb er im Alter von 80 Jahren.

## Inhalt
1947 wird die Leiche von SS-Sturmbannführer Dr. Gerhard Bast, Mitglied der Gestapo und Kriegsverbrecher, am Eingang eines Bunkers an der österreichisch-italienischen Grenze aufgefunden. Zu diesem Zeitpunkt ist sein Sohn und Autor dieses Buches – Martin Pollack – noch keine drei Jahre alt. Bis ins Erwachsenenalter hat er von seinem Vater nur ein unscharfes Bild, zusammengesetzt aus anekdotenhaften Erzählungen seiner Mutter. Nun, 50 Jahre später, versucht er sich aktiv mit dem Leben und dem Mord an seinem Vater auseinanderzusetzen, um zu „entziffern, was immer bruchstückhaft bleiben würde“. Dabei beleuchtet er die Familiengeschichte der Basts vom 19. Jahrhundert bis in die Gegenwart, eine persönliche Distanz zwischen ihm und dem anhand von Akteneinträgen und Notizen schemenhaft skizzierten Vater bleibt dabei aber bis zum Ende bestehen.

## Rezeption
- Die Tageszeitung vom 18. Dezember 2004
- Die Zeit vom 7. Oktober 2004
- Frankfurter Allgemeine Zeitung vom 6. Oktober 2004
- Neue Zürcher Zeitung vom 11. September 2004
- Süddeutsche Zeitung vom 28. August 2004

## Ausgaben
- Zsolnay Verlag, Wien 2004, ISBN 3-552-05318-2.
- Dt. Taschenbuch-Verlag, München 2006, ISBN 3-423-13528-X.
- polnisch: Śmierć w bunkrze : opowieść o moim ojcu. Wydawn. Czarne, Wołowiec 2006, ISBN 83-89755-41-6.
- englisch: The dead man in the bunker. Faber and Faber, London 2006, ISBN 0-571-22800-3.
- spanisch: El muerto en el búnker. El Tercer Nombre, Madrid 2005, ISBN 84-934105-7-8.
- tschechisch: Mrtvý v bunkru : zpráva o mém otci. Host, Brno 2007, ISBN 978-80-7294-246-6.
- italienisch: Il morto nel bunker. Inchiesta su mio padre, traduzione di Luca Vitali, Collana Varianti, Torino, Bollati Boringhieri, 2007, ISBN 978-88-339-1748-1. - Collana Razione K, Rovereto, Keller, 2018, ISBN 978-88-999-1138-6.
- ukrainisch: "Мрець у бункері". Видавництво Книги-XXI, Чернівці, 2014, ISBN 978-617-614-063-4.